# Per Gulbrandsen
Per Ziegler Gulbrandsen (Oslo, 18 de juliol de 1897 - Oslo, 2 de novembre de 1963) va ser un remer noruec que va competir a començaments del segle xx.
El 1920 va prendre part en els Jocs Olímpics d'Anvers, on guanyà la medalla de bronze en la competició del quatre amb timoner del programa de rem, formant equip amb Birger Var, Theodor Klem, Henry Larsen i Thoralf Hagen.